# J.League 1996
Die J.League 1996 war die vierte Spielzeit der japanischen J.League. An ihr nahmen sechzehn Vereine teil. Die Saison wurde das erste Mal nach europäischem Stil ausgetragen, jedes Team spielte also gegen jedes andere Team einmal zuhause und einmal auswärts. Sie begann am 16. März und endete am 9. November 1996. Meister wurden die Kashima Antlers.

## Modus
Nachdem die ersten drei Spielzeiten in zwei Hälften ausgetragen wurden, bei dem sich die jeweiligen Sieger anschließend in Endspielen um die Meisterschaft gegenüberstanden, entschied man sich – wohl auch aufgrund der erneut um zwei Vereine erhöhten Teilnehmerzahl – zu einem "europäischen" Modus, bei dem die Vereine zweimal, also je einmal zuhause und einmal auswärts, gegeneinander spielten. Nach wie vor gab es jedoch keine Unentschieden; bei Gleichstand nach 90 Minuten wurde die Spielzeit um zweimal fünfzehn Minuten verlängert, wobei die Golden-Goal-Regel zur Anwendung kam. Stand es danach immer noch unentschieden, wurde der Sieger des Spieles durch Elfmeterschießen bestimmt.
Wie in der Vorsaison gab es für einen Sieg drei, für eine Niederlage nach Elfmeterschießen einen Zähler. Die Tabelle wurde also nach den folgenden Kriterien erstellt:
1. Anzahl der erzielten Punkte
2. Tordifferenz
3. Erzielte Tore
4. Ergebnisse der Spiele untereinander
5. Entscheidungsspiel oder Münzwurf

## Teilnehmer
Insgesamt nahmen sechzehn Mannschaften an der Spielzeit teil. Zusätzlich zu den 14 Vereinen der Vorsaison stiegen Avispa Fukuoka und Kyoto Purple Sanga aus der Japan Football League auf.
| Verein               | Stadt/Region         |
| -------------------- | -------------------- |
| Avispa Fukuoka       | Fukuoka, Fukuoka     |
| Bellmare Hiratsuka   | Hiratsuka, Kanagawa  |
| Cerezo Osaka         | Osaka, Osaka         |
| Gamba Osaka          | Suita, Osaka         |
| JEF United Ichihara  | Ichihara, Chiba      |
| Júbilo Iwata         | Iwata, Shizuoka      |
| Kashima Antlers      | Kashima, Ibaraki     |
| Kashiwa Reysol       | Kashiwa, Chiba       |
| Kyoto Purple Sanga   | Kyōto, Kyōto         |
| Nagoya Grampus Eight | Nagoya, Aichi        |
| Sanfrecce Hiroshima  | Hiroshima, Hiroshima |
| Shimizu S-Pulse      | Shizuoka, Shizuoka   |
| Urawa Red Diamonds   | Urawa, Saitama       |
| Verdy Kawasaki       | Kawasaki, Kanagawa   |
| Yokohama Flügels     | Yokohama, Kanagawa   |
| Yokohama Marinos     | Yokohama, Kanagawa   |

## Trainer
| Verein               | Cheftrainer                                         |
| -------------------- | --------------------------------------------------- |
| Kashima Antlers      | João Carlos                                         |
| Urawa Reds           | Holger Osieck                                       |
| JEF United Ichihara  | Yasuhiko Okudera                                    |
| Kashiwa Reysol       | Nicanor de Carvalho                                 |
| Verdy Kawasaki       | Nelsinho Baptista → Yasuyuki Kishino → Émerson Leão |
| Yokohama Marinos     | Hiroshi Hayano                                      |
| Yokohama Flügels     | Otacílio Gonçalves                                  |
| Bellmare Hiratsuka   | Toninho Moura → Shigeharu Ueki                      |
| Shimizu S-Pulse      | Osvaldo Ardiles                                     |
| Júbilo Iwata         | Hans Ooft                                           |
| Nagoya Grampus Eight | Arsène Wenger → José Alberto Costa → Carlos Queiroz |
| Kyoto Purple Sanga   | Oscar → George Yonashiro                            |
| Gamba Osaka          | Josip Kuže                                          |
| Cerezo Osaka         | Paulo Emilio → Hiroshi Sowa                         |
| Sanfrecce Hiroshima  | Wim Jansen                                          |
| Avispa Fukuoka       | Hidehiko Shimizu                                    |

## Spieler
| Verein               | Spieler |
| -------------------- | --- |
| Kashima Antlers      | Mozer (2/0), Jorginho (26/2), Mazinho (19/11), Masatada Ishii (1/0), Naruyuki Naitō (30/1), Hisashi Kurosaki (19/6), Masaaki Furukawa (15/0), Ryōsuke Okuno (29/0), Eiji Gaya (1/0), Yoshiyuki Hasegawa (25/12), Yasuto Honda (29/0), Leonardo (12/6), Yutaka Akita (16/0), Yasuo Manaka (21/5), Naoki Sōma (30/2), Yōhei Satō (15/0), Tadatoshi Masuda (29/4), Carbone (2/0), Tōru Oniki (11/0), Ichiei Muroi (14/1), Taijirō Kurita (3/0), Masaki Ogawa (6/0), Rodrigo (14/4), Kōji Kumagai (9/1), Takayuki Suzuki (1/0), Atsushi Yanagisawa (8/5) |
| Urawa Reds           | Bein (20/5), Buchwald (24/3), Osamu Hirose (24/4), Yoshinori Taguchi (24/1), Masahiro Fukuda (4/3), Boli (22/2), Yūki Takita (30/1), Takafumi Hori (26/4), Nielsen (6/0), Nobuyasu Ikeda (17/0), Kōichi Sugiyama (23/0), Masaki Tsuchihashi (22/1), Masayuki Okano (30/11), Yasushi Fukunaga (28/6), Kenji Ōshiba (17/3), Hideki Uchidate (5/0), Ken Iwase (21/3), Naoto Sakurai (4/0), Nobuhisa Yamada (30/3), Takeshi Nakashima (3/0), Shinji Jōjō (2/0) |
| JEF United Ichihara  | Rufer (10/4), Hasek (28/12), Bosz (9/0), Hisataka Fujikawa (11/0), Kazuya Igarashi (14/1), Maslovar (17/4), Atsuhiko Ejiri (29/2), Mikio Manaka (20/0), Yasuhiko Niimura (21/1), Ken’ichi Shimokawa (30/0), Yoshikazu Nonomura (18/0), Shin’ichi Mutō (18/2), Sandro (24/2), Eisuke Nakanishi (20/5), Shōji Jō (23/9), Tadahiro Akiba (16/1), Shinji Ōtsuka (5/0), Kazuhiro Suzuki (9/0), Takayuki Chano (16/0), Nozomi Hiroyama (21/1), Katsushi Kurihara (5/0), Takayoshi Shikida (6/0), Satoshi Yamaguchi (12/0) |
| Kashiwa Reysol       | Careca (5/2), Kōichi Hashiratani (25/2), Valdir (17/3), Wagner (6/2), Michihisa Date (19/2), Kenji Ōba (4/0), Antonio (24/0), Yūji Yokoyama (15/3), Shin Tanada (2/0), Nozomu Katō (27/8), Ryūji Katō (1/0), Kentarō Ishikawa (2/1), Kentarō Sawada (23/1), Edilson (29/21), Tomohiro Katanosaka (25/3), Ken’ichi Sugano (9/2), Takahiro Shimotaira (28/0), Satoshi Ōishi (2/0), Takeshi Watanabe (29/3), Kenji Arima (8/2), Yōichi Doi (30/0), Takashi Kojima (3/0), Tatsuma Yoshida (4/1), Naoki Sakai (19/8), Takumi Morikawa (2/0), Tomokazu Myōjin (11/0) |
| Verdy Kawasaki       | Ruy Ramos (9/0), Tetsuji Hashiratani (22/2), Yasutoshi Miura (19/1), Kazuyoshi Miura (27/23), Shinkichi Kikuchi (30/0), Tsuyoshi Kitazawa (28/4), Donizete (14/6), Bismarck (27/5), Kō Ishikawa (19/0), Shinji Fujiyoshi (5/0), Shigetoshi Hasebe (5/0), Ken’ichirō Tokura (7/0), Tadashi Nakamura (27/1), Kentarō Hayashi (14/1), Megumu Yoshida (3/0), Keisuke Kurihara (7/2), Jun’ichi Watanabe (7/0), Toshimi Kikuchi (12/0), Shintetsu Gen (6/2), Takanori Nunobe (8/0), Magrao (14/13), Junji Nishizawa (12/0), Caico (13/1), Argel (14/0), Yūji Hironaga (8/0), Tomo Sugawara (18/1) |
| Yokohama Marinos     | Gorosito (6/3), Acosta (21/10), Masami Ihara (29/1), Zapata (26/0), Bisconti (21/7), Satoru Noda (28/4), Masahiko Nakagawa (16/0), Norio Omura (24/5), Masato Koga (2/0), Masaharu Suzuki (27/0), Fumitake Miura (23/2), Kunio Nagayama (16/0), Tetsuya Itō (1/0), Takehito Suzuki (24/3), Takahiro Yamada (23/1), Yoshiharu Ueno (16/0), Yoshito Terakawa (6/0), Yoshikatsu Kawaguchi (15/0), Akihiro Endō (2/1), Kensaku Ōmori (3/0), Sōtarō Yasunaga (11/1), Ryūji Kubota (3/0), Naoki Matsuda (16/0), Tomokazu Hirama (5/0), Kei Mikuriya (12/1), Figueroa (1/0) |
| Yokohama Flügels     | Evair (23/20), Osamu Maeda (3/0), Zinho (27/5), Yoshirō Moriyama (26/1), Junji Koizumi (16/0), Sampaio (27/5), Naoto Ōtake (30/0), Kōji Maeda (20/0), Motohiro Yamaguchi (28/8), Hideki Katsura (1/0), Shōji Nonoshita (2/0), Hiroki Hattori (22/4), Takeo Harada (9/1), Norihiro Satsukawa (22/1), Atsuhiko Mori (7/0), Denilson (3/0), Masaaki Takada (1/0), Masakiyo Maezono (26/8), Atsuhiro Miura (30/3), Seigō Narazaki (23/0), Shin’ya Mitsuoka (1/0), Yoshikiyo Kuboyama (1/0), Takayuki Yoshida (2/1) |
| Bellmare Hiratsuka   | Paulinho (10/2), Yasuharu Sorimachi (14/1), Nobuyuki Kojima (29/0), Fujio Yamamoto (10/0), Betinho (28/7), Hiroaki Kumon (10/0), Simao (15/4), Almir (9/2), Tadateru Ōmoto (3/0), Tetsuya Takada (12/1), Yoshihiro Natsuka (14/0), Kōji Noguchi (27/11), Hironari Iwamoto (7/0), Hiroshi Miyazawa (24/0), Kazuaki Tasaka (30/0), Akira Narahashi (29/1), Teruo Iwamoto (17/3), Kōji Seki (21/6), Tomoaki Matsukawa (6/0), Hitoshi Sasaki (1/0), Luiz (12/0), Yoshiya Takemura (1/0), Masato Harasaki (17/3), Teppei Nishiyama (3/0), Hidetoshi Nakata (26/2), Takayasu Kawai (3/0) |
| Shimizu S-Pulse      | Santos (27/1), Massaro (11/7), Toninho (4/1), Katsumi Ōenoki (26/1), Takumi Horiike (30/0), Kenta Hasegawa (24/7), Tatsuru Mukōjima (6/3), Masao Sugimoto (6/0), Masanori Sanada (30/0), Ademir Santos (1/0), Masaaki Sawanobori (29/9), Hideki Nagai (29/3), Oliva (18/5), Masahiro Andō (30/0), Toshihide Saitō (29/2), Hiroki Matsubara (2/0), Yuzuki Itō (13/0), Hiroyuki Shirai (5/0), Hiroaki Tajima (3/0), Yoshika Matsubara (13/3), Teruyoshi Itō (26/4), Ryūzō Morioka (23/0), Yukihiko Satō (1/0), Kazuyuki Toda (5/0) |
| Júbilo Iwata         | Dido (16/0), Toshinobu Katsuya (27/0), Dunga (20/4), Vanenburg (22/5), Schillaci (23/15), Nobuhiro Takeda (24/4), Masashi Nakayama (27/9), Takuma Koga (24/0), Satoshi Ōkura (4/0), Tomoaki Ōgami (15/0), Masahiro Endō (12/0), Toshiya Fujita (25/4), Hiroshi Nanami (30/3), Toshihiro Hattori (15/3), Kiyokazu Kudō (20/0), Hideto Suzuki (21/1), Makoto Tanaka (18/0), Daisuke Oku (6/0), Takashi Fukunishi (27/2) |
| Nagoya Grampus Eight | Stojkovic (19/11), Yūji Itō (29/0), Durix (24/6), Torres (29/2), Tetsuya Asano (29/5), Yasuyuki Moriyama (26/11), Tetsuo Nakanishi (16/0), Kazuhisa Iijima (29/1), Ken Ishikawa (1/0), Olivier (16/1), Seiichi Ogawa (26/0), Gō Ōiwa (27/1), Takayuki Nishigaya (13/0), Takafumi Ogura (14/1), Shigeyoshi Mochizuki (26/5), Tetsuya Okayama (26/9), Takashi Hirano (29/7), Kei Taniguchi (2/0), Yasuaki Katō (1/0), Tetsuhiro Kina (24/1), Kenji Fukuda (4/0) |
| Kyoto Purple Sanga   | Ruy Ramos (10/0), Baltazar (3/0), Makoto Sugiyama (3/0), Shin’ichi Morishita (29/0), Satoru Mochizuki (6/0), Shunzō Ōno (10/0), Raudnei (5/0), Flavio (11/1), Shūichi Uemura (1/0), Sergio (9/0), Minoru Kushibiki (2/0), Norifumi Takamoto (3/0), Rikizō Matsuhashi (17/3), Yūji Ōkuma (19/0), Yoshiaki Satō (4/1), Yūji Kakiuchi (1/0), Shinji Fujiyoshi (13/2), Shinsuke Shiotani (27/0), Ryōichi Fukushige (2/0), Shōkichi Satō (1/0), Yūji Nariyama (8/0), Kōzō Hosokawa (7/0), Junji Gotō (1/0), Carlos (25/1), Toshihiro Yamaguchi (9/0), Hiroshi Noguchi (29/2), Takashi Nagata (23/2), Chikayuki Mochizuki (11/0), Yoshihiro Nishida (16/0), Yasuhide Ihara (16/0), Hironori Nagamine (1/0), Takayuki Yamaguchi (22/3), Alexandre (20/3), Masaya Honda (14/0), Yōsuke Sakamoto (7/0), Edmilson (13/4) |
| Gamba Osaka          | Gillhaus (23/8), Kenji Honnami (16/0), Mladenovic (20/11), Takahiro Shimada (10/1), Yoshiyuki Matsuyama (24/2), Tsveiba (17/0), Babunski (14/1), Kunio Kitamura (1/1), Hayato Okanaka (16/0), Hiromitsu Isogai (20/1), Skrinjar (15/2), Yūji Hashimoto (1/0), Keiju Karashima (11/0), Toshihiro Yamaguchi (11/0), Takashi Kiyama (12/0), Kōji Kondō (24/0), Hitoshi Morishita (28/2), Noritada Saneyoshi (28/0), Naoki Hiraoka (24/1), Shigeru Morioka (16/1), Takehiro Katō (5/0), Masao Kiba (22/1), Masanobu Matsunami (20/5), Tsuneyasu Miyamoto (13/0), Kōjirō Kaimoto (5/0), Hiromi Kojima (9/1) |
| Cerezo Osaka         | Gilmar (29/0), Guga (4/0), Satoshi Kajino (14/0), Marquinhos (16/3), Katsuo Kanda (23/2), Kazuhiro Murata (23/0), Masanori Kizawa (28/1), Akimasa Tsukamoto (6/0), Hiroyuki Inagaki (7/0), Mitsuhiro Misaki (4/0), Makoto Yonekura (22/2), Narsizio (12/5), Rikiya Kawamae (13/0), Taku Watanabe (11/0), Manoel (22/5), Kazunari Koga (23/1), Hiroaki Morishima (26/9), Takashi Yamahashi (10/0), Shigeki Kurata (19/0), Katsuhiro Minamoto (27/0), Tomotaka Fukagawa (17/1), Jirō Takeda (1/0), Takayuki Yokoyama (13/4), Ken’ichi Serada (1/0), Akinori Nishizawa (14/3), Yoshinari Hyakutake (4/0) |
| Sanfrecce Hiroshima  | Santos (2/0), Yasuyuki Satō (13/0), Huistra (28/7), Takuya Takagi (30/11), Kazuya Maekawa (25/0), Naoki Naitō (26/0), Mitsuaki Kojima (26/1), Hajime Moriyasu (26/3), Yasuhiro Yoshida (27/1), Kazumasa Kawano (4/0), Noh Jung-yoon (24/5), Hiroyoshi Kuwabara (24/0), Hiroshige Yanagimoto (29/0), Masato Fue (22/1), Ryūji Michiki (17/2), Ken’ichi Uemura (12/2), Yūta Abe (3/0), Takashi Shimoda (1/0), Susumu Ōki (7/0), Tatsuhiko Kubo (22/2), Takashi Kageyama (4/0), Kōta Hattori (1/0) |
| Avispa Fukuoka       | Satoshi Tsunami (21/0), Yūji Keigoshi (6/0), Yoshikazu Isoda (4/0), Troglio (27/10), Mayor (26/2), Atsuhiro Iwai (20/0), Masayuki Nakagomi (14/0), Tomoaki Sano (7/0), Takahiro Endō (10/2), Shūta Sonoda (17/1), Masashi Miyamura (9/0), Maradona (21/8), Yoshinori Furube (20/1), Yoshiyuki Shinoda (14/0), Motonobu Takō (3/0), Hideaki Mori (14/1), Ichizō Nakata (24/0), Baez (9/3), Hideki Tsukamoto (18/0), Osamu Umeyama (13/0), Yoshiyuki Takemoto (1/0), Kiyotaka Ishimaru (23/1), Yūsaku Ueno (27/7), Atsushi Nagai (9/2), Chikara Fujimoto (10/0), Yoshiteru Yamashita (19/2), Tatsunori Hisanaga (10/0) |

## Statistik

### Tabelle
| Pl. | Verein               | Sp | S  | N     | N     | Tore  | Diff. | Pkte | Kommentare                                        |
| Pl. | Verein               | Sp | S  | rS/GG | n. E. | Tore  | Diff. | Pkte | Kommentare                                        |
| --- | -------------------- | -- | -- | ----- | ----- | ----- | ----- | ---- | ------------------------------------------------- |
| 01. | Kashima Antlers      | 30 | 21 | 06    | 3     | 61:34 | +27   | 66   | Qualifikation zur Asian Club Championship 1997/98 |
| 02. | Nagoya Grampus Eight | 30 | 21 | 09    | 0     | 63:39 | +24   | 63   |                                                   |
| 03. | Yokohama Flugels     | 30 | 21 | 09    | 0     | 58:44 | +14   | 63   |                                                   |
| 04. | Jubilo Iwata         | 30 | 20 | 08    | 2     | 53:38 | +15   | 62   |                                                   |
| 05. | Kashiwa Reysol       | 30 | 20 | 10    | 0     | 67:52 | +15   | 60   |                                                   |
| 06. | Urawa Red Diamonds   | 30 | 19 | 09    | 2     | 51:31 | +20   | 59   |                                                   |
| 07. | Verdy Kawasaki       | 30 | 19 | 11    | 0     | 68:42 | +26   | 57   |                                                   |
| 08. | Yokohama Marinos     | 30 | 14 | 16    | 0     | 39:40 | −01   | 42   |                                                   |
| 09. | JEF United Ichihara  | 30 | 13 | 16    | 1     | 45:47 | −02   | 40   |                                                   |
| 10. | Shimizu S-Pulse      | 30 | 12 | 17    | 1     | 50:60 | −10   | 37   |                                                   |
| 11. | Bellmare Hiratsuka   | 30 | 12 | 18    | 0     | 47:58 | −11   | 36   |                                                   |
| 12. | Gamba Osaka          | 30 | 11 | 19    | 0     | 38:59 | −21   | 33   |                                                   |
| 13. | Cerezo Osaka         | 30 | 10 | 20    | 0     | 38:56 | −18   | 30   |                                                   |
| 14. | Sanfrecce Hiroshima  | 30 | 10 | 20    | 0     | 36:60 | −24   | 30   |                                                   |
| 15. | Avispa Fukuoka       | 30 | 09 | 19    | 2     | 42:64 | −22   | 29   |                                                   |
| 16. | Kyoto Purple Sanga   | 30 | 08 | 22    | 0     | 22:54 | −32   | 24   |                                                   |

Stand: Ende der Saison

### Kreuztabelle
Spiele, die mit "GG" markiert sind, endeten mit Golden Goal. Spiele, die mit einem hochgestellten Ergebnis markiert sind, endeten nach Elfmeterschießen; "2:24:3" bedeutet hierbei, dass die Heimmannschaft das Spiel, welches nach Ablauf der Spielzeit 2:2 stand, mit 4:3 im Elfmeterschießen gewann.
|                      | AVI                    | BEL   | CER    | GAM   | JEF    | JÚB    | KSM    | KSW   | KYO   | NGE   | SFR    | SPU    | URA    | VER   | YOF   | YOM   |
| -------------------- | ---------------------- | ----- | ------ | ----- | ------ | ------ | ------ | ----- | ----- | ----- | ------ | ------ | ------ | ----- | ----- | ----- |
| Avispa Fukuoka       |                        | 0:4   | 0:1    | 1:0   | 3:2    | 1:3    | 2:4    | 4:5GG | 0:2   | 1:3   | 0:2    | 1:3    | 1:2GG  | 1:2GG | 3:4   | 0:1   |
| Bellmare Hiratsuka   | 1:4                    |       | 3:1    | 2:0   | 0:4    | 3:0    | 1:0GG  | 0:1   | 0:1   | 2:3GG | 0:1GG  | 3:0    | 5:3    | 0:4   | 0:4   | 0:2   |
| Cerezo Osaka         | 1:2                    | 2:3GG |        | 0:2   | 2:3    | 2:1    | 2:4    | 5:1   | 2:1   | 3:2GG | 1:2GG  | 2:3    | 3:1    | 2:4   | 0:2   | 1:0   |
| Gamba Osaka          | 3:0                    | 2:1GG | 2:0    |       | 2:1    | 0:1    | 0:1    | 1:7   | 4:2   | 0:3   | 2:1GG  | 2:24:3 | 1:0GG  | 1:3   | 0:1   | 4:5GG |
| JEF United Ichihara  | 0:1                    | 0:2   | 1:0GG  | 2:1   |        | 2:4    | 3:2    | 2:3   | 1:0   | 3:0   | 0:1    | 0:1GG  | 1:0    | 1:5   | 4:2   | 1:2   |
| Júbilo Iwata         | 3:0                    | 3:4   | 3:0    | 2:0   | 2:1    |        | 2:24:3 | 2:3GG | 2:1   | 0:2   | 1:0    | 1:2    | 1:13:4 | 2:1   | 2:3   | 1:0   |
| Kashima Antlers      | 3:1                    | 2:0   | 1:0GG  | 4:0   | 2:0    | 2:24:3 |        | 5:1   | 5:1   | 4:2   | 1:18:9 | 4:1    | 1:0    | 2:1   | 2:1   | 3:1   |
| Kashiwa Reysol       | 5:2                    | 2:4   | 3:0    | 1:0   | 0:2    | 4:0    | 1:0    |       | 2:0   | 2:3GG | 3:0    | 2:1GG  | 0:7    | 1:2GG | 1:2   | 4:0   |
| Kyōto Purple Sanga   | 0:3                    | 0:2   | 0:2    | 2:1   | 0:2    | 1:2GG  | 1:0    | 0:1   |       | 2:3   | 2:1GG  | 1:5    | 1:0    | 2:0   | 0:1   | 0:3   |
| Nagoya Grampus Eight | 3:1                    | 4:1   | 2:1    | 2:0   | 1:14:2 | 1:2    | 3:1    | 1:2GG | 3:0   |       | 1:2    | 2:1    | 0:1    | 3:1   | 2:3   | 2:0   |
| Sanfrecce Hiroshima  | 2:4                    | 3:2   | 2:1GG  | 2:0   | 3:4    | 0:3    | 1:2GG  | 0:1   | 3:0   | 2:3   |        | 2:3    | 1:3    | 1:3   | 0:1GG | 0:3   |
| Shimizu S-Pulse      | 0:2                    | 5:1   | 2:1    | 3:2GG | 1:2    | 1:2GG  | 0:2    | 2:4   | 0:2   | 1:4   | 1:0GG  |        | 2:3    | 0:2   | 4:2   | 0:2   |
| Urawa Red Diamonds   | 1:13:2                 | 3:2   | 0:04:5 | 4:1   | 1:0    | 0:2    | 0:04:5 | 2:1   | 1:0GG | 0:2   | 5:1    | 2:1GG  |        | 1:0   | 3:0   | 2:0   |
| Verdy Kawasaki       | 1:2GG                  | 1:0   | 1:2GG  | 2:3   | 2:1GG  | 0:1    | 5:0    | 2:3GG | 1:0   | 1:0   | 5:1    | 5:3    | 2:0    |       | 3:2   | 3:2GG |
| Yokohama Flügels     | 3:1                    | 1:0   | 2:1    | 3:2GG | 2:0    | 1:2    | 1:16:5 | 2:1   | 3:0   | 1:2   | 2:0    | 1:0GG  | 1:4    | 4:3GG |       | 1:2GG |
| Yokohama Marinos     | 0:03:1                 | 2:1   | 3:0    | 1:2   | 2:1    | 0:1GG  | 0:1    | 1:2   | 1:0   | 0:1   | 3:1    | 1:2    | 0:1    | 1:3   | 1:2   |       |
|                      | Stand: Ende der Saison |       |        |       |        |        |        |       |       |       |        |        |        |       |       |       |

## Preise

### Fußballer des Jahres
- Jorginho (Kashima Antlers)

### Beste Torschützen
| Rang | Spieler             | Verein               | Tore | Spiele |
| ---- | ------------------- | -------------------- | ---- | ------ |
| 1    | Kazuyoshi Miura     | Verdy Kawasaki       | 23   | 27     |
| 2    | Edílson             | Kashiwa Reysol       | 21   | 29     |
| 3    | Evair               | Yokohama Flügels     | 20   | 23     |
| 4    | Salvatore Schillaci | Júbilo Iwata         | 15   | 23     |
| 5    | Magrão              | Verdy Kawasaki       | 13   | 14     |
| 6    | Yoshiyuki Hasegawa  | Kashima Antlers      | 12   | 25     |
| 6    | Ivan Hašek          | JEF United Ichihara  | 12   | 28     |
| 8    | Mazinho             | Kashima Antlers      | 11   | 19     |
| 8    | Dragan Stojković    | Nagoya Grampus Eight | 11   | 19     |
| 8    | Mladen Mladenović   | Gamba Osaka          | 11   | 20     |
| 8    | Yasuyuki Moriyama   | Nagoya Grampus Eight | 11   | 26     |
| 8    | Kōji Noguchi        | Bellmare Hiratsuka   | 11   | 27     |
| 8    | Masayuki Okano      | Urawa Reds           | 11   | 30     |
| 8    | Takuya Takagi       | Sanfrecce Hiroshima  | 11   | 30     |

### Rookie des Jahres
- Toshihide Saitō (Shimizu S-Pulse)

### Best XI
- Seigō Narazaki (Yokohama Flügels)
- Naoki Sōma (Kashima Antlers)
- Masami Ihara (Yokohama Marinos)
- Guido Buchwald (Urawa Reds)
- Jorginho (Kashima Antlers)
- Masakiyo Maezono (Yokohama Flügels)
- Motohiro Yamaguchi (Yokohama Flügels)
- Hiroshi Nanami (Júbilo Iwata)
- Kazuyoshi Miura (Verdy Kawasaki)
- Dragan Stojković (Nagoya Grampus Eight)
- Masayuki Okano (Urawa Reds)